# Cardozo (Uruguay)
Cardozo también conocida como Cardoso o Cardozo Grande es una localidad uruguaya del departamento de Tacuarembó.

## Geografía
La localidad se ubica al suroeste del departamento de Tacuarembó, sobre las costas del lago artificial de Rincón del Bonete que forma la represa hidroeléctrica Gabriel Terra sobre el río Negro. Se accede a ella a través de un camino vecinal que la conecta con la ruta 5 a la altura de la localidad de Cuchilla de Peralta.

## Historia
La localidad fue fundada hacia 1889 como consecuencia de la extensión de la línea férrea hasta la entonces ciudad de San Fructuoso de Tacuarembó, hoy Tacuarembó, creándose una estación en el lugar. Su emplazamiento fue a orillas del arroyo homónimo. Ya hacia el 1900 contaba con una población que se estima en 1500 habitantes y varios servicios entre ellos: médico, escuela, alumbrado público y un periódico propio denominado “El Látigo”. Sus primeros años fueron de importante desarrollo y progreso.
Hacia finales de los años 30, comienza la construcción de la represa hidroeléctrica Gabriel Terra sobre el río Negro que se ubicaría 25 km al sur de la localidad. La construcción de esta gigantesca obra provocó la formación aguas arriba de un lago artificial cuyos brazos fueron inundando la zona de Cardozo Grande, arruinando las zonas de cultivo y lechería. Para ese entonces esta localidad era un importante centro de la industria lechera nacional. Bajo las aguas del lago quedaron innumerables hogares y chacras, reduciendo a la localidad a 50 hectáreas.
También bajo las aguas del embalse quedó la antigua estación de la localidad, dejándola prácticamente aislada. Previamente a esto había dejado de funcionar, ya que se abandonó el trazado ferroviario original para construir uno nuevo, el actual, que acortó la línea férrea a Rivera en 4 kilómetros. Junto a este nuevo trazado se construyó una nueva estación, El Lago, para reemplazar la original. Para llegar a ella era necesario cruzar en balsa el lago y luego recorrer aproximadamente 5 km de camino, pero tiempo después esta nueva estación también dejó de funcionar, dejando aislada a la localidad. En principio el gobierno propuso la construcción de un viaducto que permitiera sortear el embalse, pero nunca se concretó tal proyecto. La falta de comunicación con el resto del territorio y la pérdida de su principal fuente de ingresos llevó a Cardozo a sufrir un importante éxodo de su población.